# 다키야마역
다키야마역(일본어: 滝山駅, たきやまえき)은 일본 효고현 가와니시시에 있는 노세 전철 묘켄 선의 역이다. 역 번호는 NS03이다.

## 역사
- 1913년 4월 13일: 영업 개시.
- 1967년 11월 30일: 복선화로 인하여 역 개량.
- 1982년 10월 30일: 대형 차량(1500계) 도입, 역 부분의 곡선을 완화하고 플랫폼 연장.

## 역 구조
상대식 승강장 2면 2선의 지상역이다.

### 승강장
| 서측 | ■ 묘켄 선 | 야마시타・묘켄구치・닛세이추오 방면       |
| 동측 | ■ 묘켄 선 | 가와니시노세구치・다카라즈카・우메다 방면 |

## 역 주변
주위에는 주택지가 있다. 간선 도로인 효고 지방 도로 12호와 비슷하지만, 역전을 바로 지나가는 도로는 자동차의 충돌이 불가피한 좁은 도로이다.
- 효고 지방 도로 12호 가와니시사사야마 선
- 이나 강
- 가와니시시 다치카와니시키타 초등학교
- 가와니시 시 문화 회관
- 가와니시 경찰서

## 인접역
| 노세 전철 ■ 묘켄 선           | 노세 전철 ■ 묘켄 선 | 노세 전철 ■ 묘켄 선               |
| ----------------------------- | ------------------- | --------------------------------- |
| NS02 기누노베바시 우메다 방면 | ■ 보통              | 우구이스노모리 NS04 묘켄구치 방면 |